# 善玉悪玉

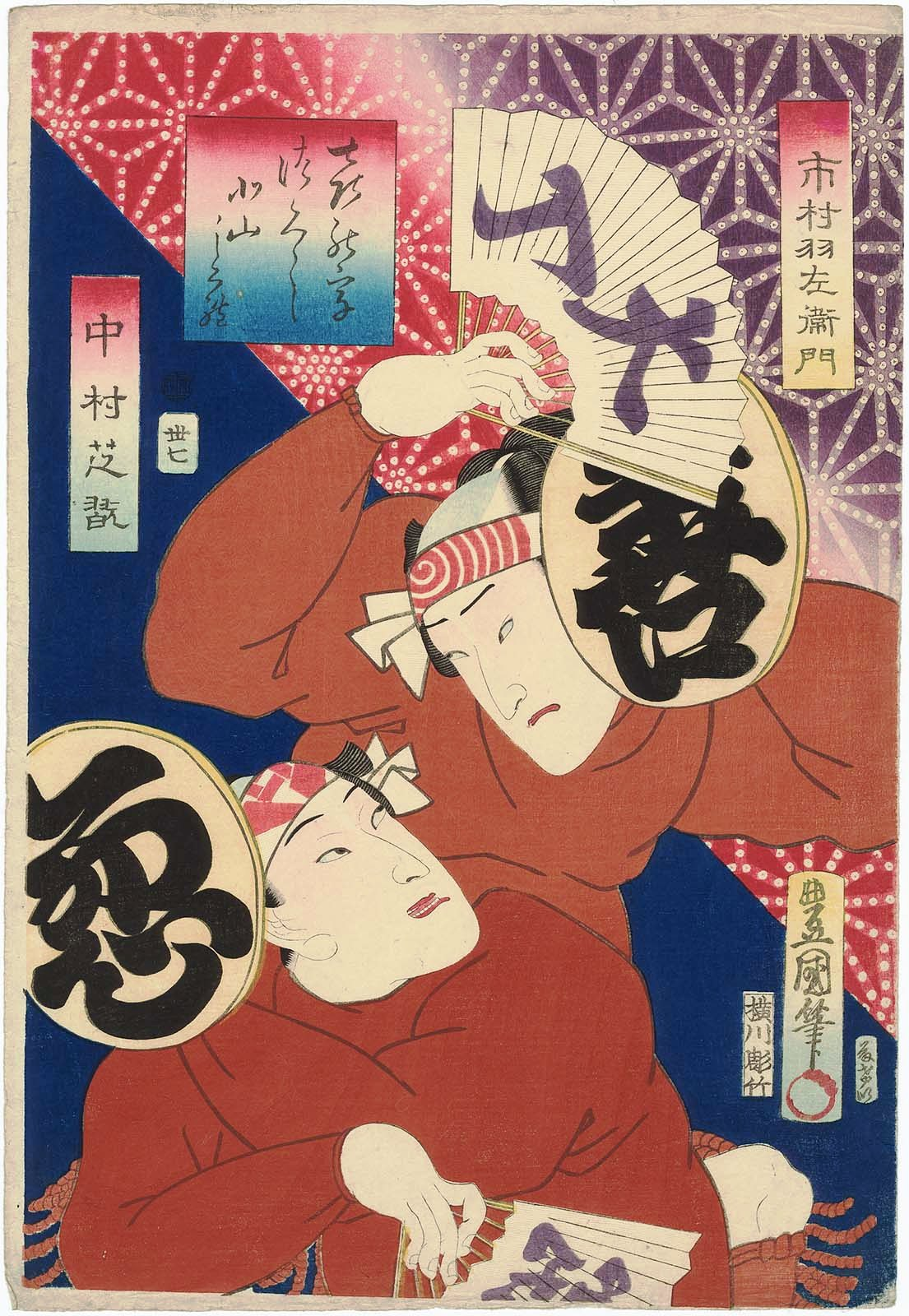
善玉・市村右佐衛門、悪玉・中村芝翫。豊国筆。1861年

善玉悪玉（ぜんだまあくだま）とは、人の心の善悪を擬人化したキャラクターである。
善人は◯を顔として、そこに善の一字を描いて善玉、悪人は同様に悪の一字を描いて悪玉と表現する。善悪二元の図式をきわめて即物的に表現した設定であり、転じて、小説や映画などの登場人物の中で善人を善玉、悪人を悪玉と呼ぶようになった。
現代の「善玉悪玉」の多用例では、人体の健康に良い影響を及ぼすとされる腸内細菌（ビフィズス菌など）を善玉菌、悪い影響を及ぼすとされるもの（ブドウ球菌やウェルシュ菌など）を悪玉菌と図式化して表現する例がある。同様の趣旨で、コレステロールを善玉コレステロールと悪玉コレステロールに分類することがある。

## 由来

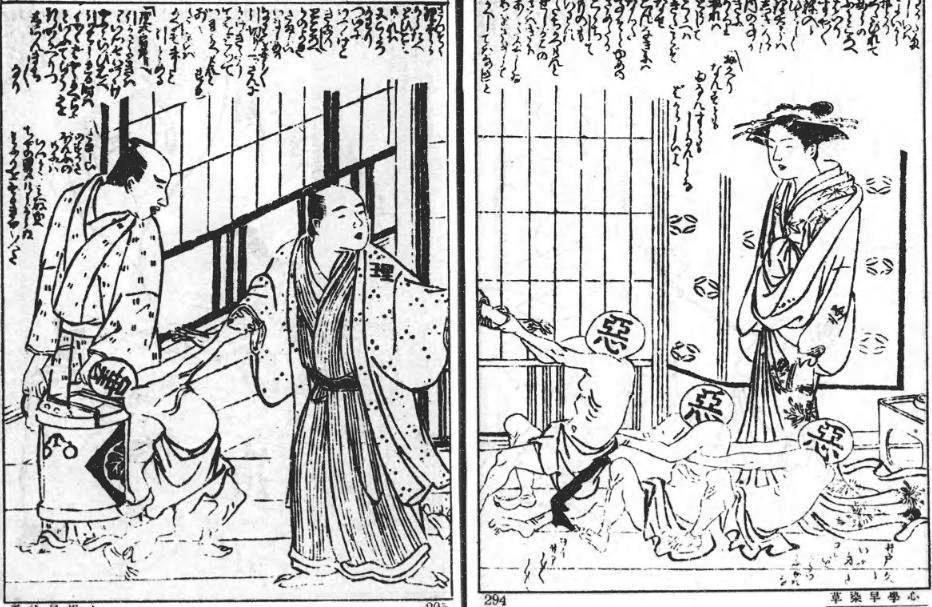
黄表紙『心学早染草』

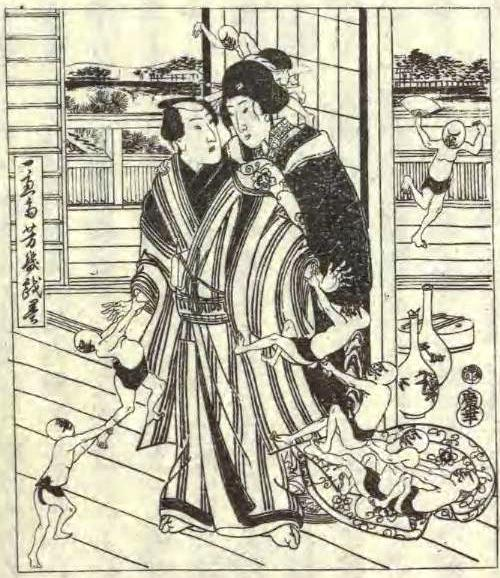
善玉悪玉の図。

善玉悪玉の考え方そのものは町人教化のための心学に始まり、寛政の改革の時流を背景に寛政2年（1790年）には山東京伝作の教訓的草双紙『心学早染草』が出版された。あらすじは、善な魂に守られた良い男が年頃になると悪魂が体に入り込み、女郎屋に入り浸るようになった果てに大酒飲みになり、ついには身を滅ぼして宿なし盗賊となるが、ある日襲った相手に取り押さえられ、その人から道理を教えられ、善玉を取り戻して豊かな人生を送る、というものである。
『心学早染草』の挿絵では、心の葛藤を善玉と悪玉が左右の腕を引き合うことで表現している。善玉が1人で引いているのに対して悪玉は3人で引いており、悪玉が優勢であることが確認できる。

## 悪玉踊り

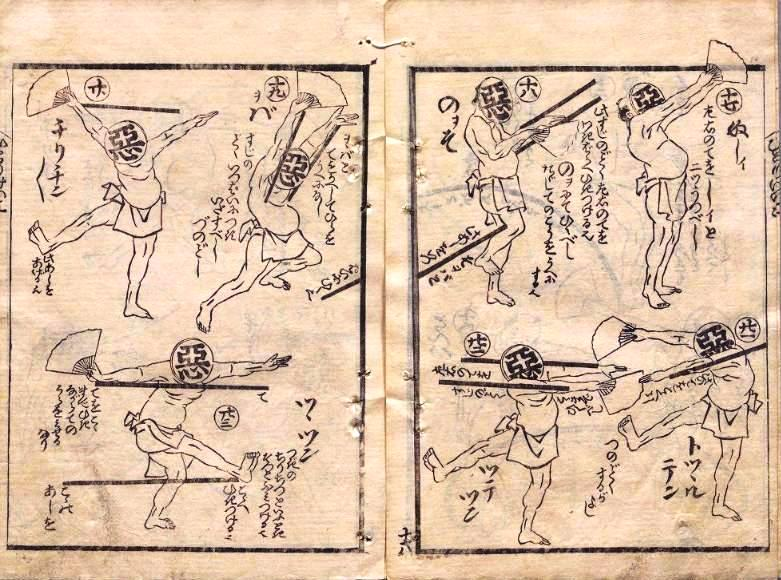
悪玉おどり。葛飾北齋『踊獨稽古』 （雙鶴堂鶴屋金助、文化12年〈1815年〉）

文化8年（1811年）3月に江戸市村座で三代目坂東三津五郎が初演した七変化物の歌舞伎舞踊「七枚続花の姿絵」の中の常磐津「願人坊主」に悪玉の踊りが登場し、文化12年（1815年）の北斎の『踊獨稽古』では「悪玉おどり」の踊り方が指南されている。
「願人坊主」を清元に改作した「浮かれ坊主」でも悪玉踊りが登場する。

## 弥生の花浅草祭/三社祭

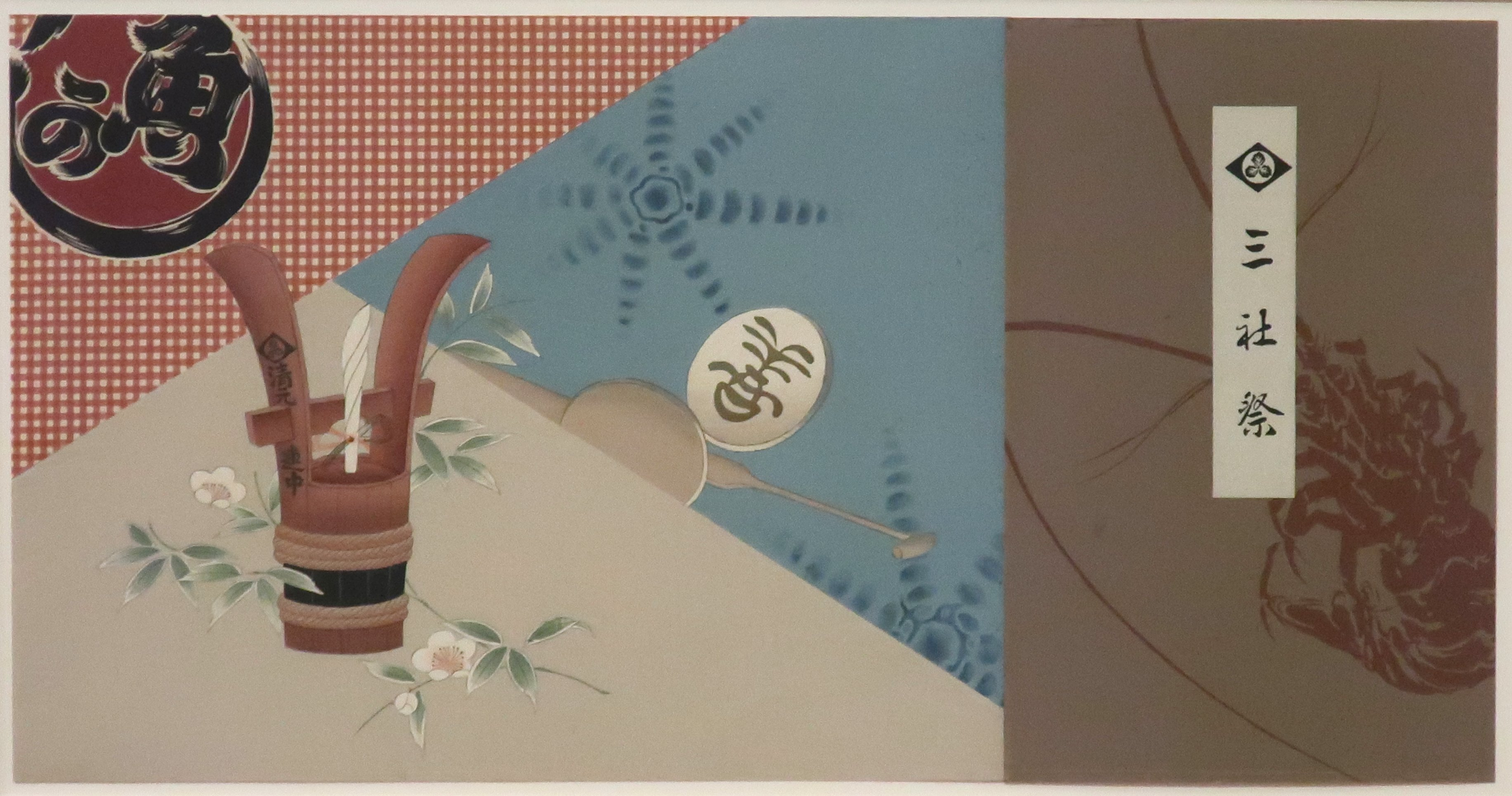
児島玉鳳画『歌絵百番』より「三社祭」

善玉悪玉を登場人物にした歌舞伎舞踊『彌生の花淺草祭』（やよいの はな あさくさ まつり、新字体：弥生の花浅草祭）、通称『三社祭』（さんじゃ まつり）が書かれ、天保3年 (1832年) に初演された。善玉悪玉が愉快に踊りまくる踊りは庶民のあいだで大人気となり、「善玉悪玉」の呼び名を定着させた。この舞踊自体を『善玉悪玉』と通称することもある。